# Salón de la Fama de las mujeres de Ohio
El Salón de la Fama de las mujeres de Ohio fue fundado en 1978 y tiene 356 miembros. Brinda reconocimiento público por los éxitos de las mujeres de Ohio que mejoran su estado, su país y su mundo. Es uno de los varios que se encuentran por todo el territorio de Estados Unidos que rinden homenaje a los logros de las mujeres dentro de los estados individuales.

## Galardonadas
| Nombre                            | Imagen  | Nacimiento Fallecimiento | Condado    | Año  | Área |
| --------------------------------- | ------- | ------------------------ | ---------- | ---- | --- |
| Florence Ellinwood Allen          |         | 1884-1966                | Cuyahoga   | 1978 | Jueza estadounidense. Allen fue la primera mujer en ejercer en un Tribunal Supremo del estado y una de las primeras dos mujeres en servir como juez federal. |
| Helen Chatfield Black             |         | 1924-2018                | Hamilton   | 1978 | Cofundó el Cincinnati Nature Center y Little Miami, Inc. Black fue presidente del capítulo de Ohio de The Nature Conservancy y miembro del consejo ambiental de Ohio. |
| Frances Bolton                    |         | 1885-1977                | Cuyahoga   | 1978 | Política de Ohio que sirvió en la Cámara de Representantes de los Estados Unidos. Bolton fue la primera mujer elegida para el Congreso de Ohio. |
| Elizabeth M. Boyer                |         | 1913-2002                |            |      | Abogada, feminista y escritora estadounidense. En 1968, Boyer fundó la Liga de Acción de la Equidad de la Mujer (WEAL) como un movimiento feminista moderado para mujeres profesionales. |
| Harriet Bracken                   |         | 1919-2010                | Franklin   | 1978 | Primera mujer vicepresidenta del Huntington National Bank of Columbus. |
| Martha Kinney Cooper              |         | 1874-1964                | Hamilton   | 1978 | Primera dama de Ohio de 1929 a 1931 como esposa del gobernador Myers Y. Cooper. |
| Gertrude Donahey                  |         | 1908-2004                | Franklin   | 1978 | Política estadounidense del Partido Demócrata que sejerció como Tesorera del Estado de Ohio desde 1971 hasta 1983. |
| Jane Edna Hunter                  |         | 1881-1971                | Cuyahoga   | 1978 | Trabajadora social afroamericana que estableció la Asociación de Chicas Trabajadoras en Cleveland, Ohio en 1911, que luego se convirtió en la Asociación Phillis Wheatley de Cleveland. |
| Consolata Kline                   |         | 1916-2016                | Mahoning   | 1978 | Directora ejecutiva de St. Elizabeth Hospital Medical Center. |
| Virginia Kunkle                   |         | 1915-2005                | Franklin   | 1978 | Primera mujer en convertirse en asistente del superintendente de instrucción pública en Ohio. |
| Margaret Mahoney                  |         | 1922-2011                | Cuyahoga   | 1978 | Miembro de la Cámara de Representantes de Ohio y del Senado de Ohio. Mahoney fue Presidenta del Senado Pro Tem y Líder de la Mayoría, así como Jefe de la División de Valores de Ohio. |
| Helen Grace McClelland            |         | 1887-1984                | Columbiana | 1978 | Galardonada con la Cruz del Servicio Distinguido por su servicio como miembro del Cuerpo de Enfermeras del Ejército durante la Primera Guerra Mundial. |
| Agne Merritt                      |         |                          | Franklin   | 1978 | Expresidenta estatal de la American Legion Auxiliary y defensora de las mujeres. |
| Rose Papier                       |         | 1912-2000                | Franklin   | 1978 | Gerontóloga pionera y primera Directora de Ohio de la Administración de Envejecimiento de Ohio. |
| Lottie Randolph                   |         | 1886/87-1968             | Perry      | 1978 | Granjera y ama de casa, fue subdirectora de Farm Labor en OSU. |
| Ella P. Stewart                   |         | 1893-1987                | Lucas      | 1978 | Una de las primeras afroamericanas farmacéuticas en los Estados Unidos. |
| Marigene Valiquette               |         | 1924                     | Lucas      | 1978 | Exmiembro de la Asamblea General de Ohio. |
| Ann B. Walker                     |         |                          | Franklin   | 1978 | Primera mujer emisora para informar sobre la legislatura de Ohio. |
| Stanisława Walasiewicz            |         | 1911-1980                | Cuyahoga   | 1978 | Atleta polaca que se convirtió en campeona olímpico femenino. |
| Marion Wells                      |         |                          | Licking    | 1978 | Promotora de un mejor trato y educación para ciudadanos discapacitados. |
| Mary Jobe Akeley                  |         | 1886-1966                | Harrison   | 1979 | Exploradora y naturalista. Akeley fue una de las primeras mujeres exploradoras en África donde ella y su esposo Carl E. Akeley cazaron y fotografiaron animales durante sus estudios de historia natural.. |
| Mary Ann Bickerdyke               |         | 1817-1901                | Knox       | 1979 | Administradora del hospital para soldados de la Unión durante la guerra civil estadounidense.. |
| Beatrice Cleveland                |         |                          | Franklin   | 1979 | Líder estatal asociada para 4-H en el Servicio de Extensión, Facultad de Agricultura, Universidad Estatal de Ohio. |
| Charity Edna Earle                |         | 1918-2002                | Montgomery | 1979 | Primer oficial afroamericana comisionada en el Cuerpo de ejército de mujeres. |
| Eleanor Jammal                    |         |                          | Ashtabula  | 1979 | Empresaria, miembro de Zona International y numerosas juntas. |
| Bernice Kochan                    |         |                          | Cuyahoga   | 1979 | Artista y diseñadora de sellos postales. |
| Emily Leedy                       |         |                          | Franklin   | 1979 | Presidenta del Consejo Consultivo de Mujeres de la Oficina de Servicios de Empleo de Ohio. |
| Ruth Lyons                        |         | 1905-1988                | Hamilton   | 1979 | Locutora de radio y televisión pionera en Cincinnati. |
| Jerrie Mock                       |         | 1925-2014                | Franklin   | 1979 | Primera mujer en volar sola alrededor del mundo. |
| Emma Phaler                       |         |                          | Franklin   | 1979 | Jugadora de bolos y colaboradora del Congreso Internacional de Bolos Femenino. |
| Rachel Redinger                   |         |                          | Tuscarawas | 1979 | Fundadora de la Ohio Ohio Historical Historical Drama Association y vicepresidenta del Ohio Arts Council. |
| Bobbie Sterne                     |         | 1919-2017                | Hamilton   | 1979 | Miembro del Charter Party y primera alcaldesa de Cincinnati. |
| Ethel Swanbeck                    |         | 1893-1989                | Huron      | 1979 | Miembro de la Cámara de Representantes de Ohio, ejerció once términos consecutivos en la Casa de Ohio de 1955 a 1976. |
| Clara Weisenborn                  |         | 1907-1985                | Montgomery | 1979 | Política republicana de Ohio que ejerció en la Asamblea General de Ohio. |
| Marjorie M. Whiteman              |         | 1898-1986                | Henry      | 1979 | Asesora legal de Eleanor Roosevelt y autora del libro de quince volúmenes del derecho internacional. |
| Grace Berlin                      |         | 1897-1982                | Lucas      | 1980 | Una de las primeras mujeres de Ohio en obtener un título en ecología; oficial de la National Audubon Society. |
| Erma Bombeck                      |         | 1927-1996                | Montgomery | 1980 | Humorista estadounidense que alcanzó gran popularidad en la columna de su periódico que describía la vida hogareña suburbana desde mediados de la década de 1960 hasta fines de la década de 1990. |
| Patricia Byrne                    |         | 1925-2007                | Cuyahoga   | 1980 | Embajadora en la República Socialista de la Unión de Birmania.<. |
| Ruth Crawford                     |         | 1901-1953                | Columbiana | 1980 | Compositora moderna y especialista en música folclórica estadounidense.. |
| Louisa Fast                       |         | 1878                     | Seneca     | 1980 | Activista nacional e internacional de los derechos de las mujeres. |
| Dorothy Fuldheim                  |         | 1893-1989                | Cuyahoga   | 1980 | Periodista y presentadora que pasó la mayor parte de su carrera en The Cleveland Press y WEWS-TV. |
| Lillian Gish                      |         | 1893-1993                | Hamilton   | 1980 | Actriz; llamada "La Primera dama del Cine Estadounidense". |
| Esther Greisheimer                |         | 1891-1982                | Ross       | 1980 | Educadora médica especializada en anestesiología e investigación cardíaca. |
| Edith Keller                      |         |                          | Morrow     | 1980 | Supervisora de música para el Departamento de Educación de Ohio. |
| Tella Kitchen                     |         | 1902-1988                | Ross       | 1980 | Pintora de arte popular. |
| Blanche Krupansky                 |         | 1925-2008                | Cuyahoga   | 1980 | Jueza de Cleveland que se convirtió en la segunda mujer en sentarse en la Corte Suprema de Ohio en 1981. |
| Hattie Larlham                    |         |                          | Auglaize   | 1980 | Fundadora de Hattie Larlham, una organización sin fines de lucro que brinda servicios a más de 1500 niños y adultos con discapacidades del desarrollo. |
| Mary Louise Nemeth                |         |                          | Cuyahoga   | 1980 | Editora comercial y publicista industrial. |
| Annie Oakley                      |         | 1860-1926                | Darke      | 1980 | Tiradora de exhibición estadounidense. |
| Doris Weber                       |         |                          | Cuyahoga   | 1980 | Artista y fotógrafa industrial. |
| Mildred Bayer                     |         | 1908-1990                | Franklin   | 1981 | Fundadora y presidenta de Health Clinics International. |
| Tina Bischoff Lovin               |         |                          | Franklin   | 1981 | Campeona del mundo nadadora de larga distancia. |
| Dorothy Cornelius                 |         | 1918-1992                | Franklin   | 1981 | Directora ejecutiva de la Asociación de Enfermeras de Ohio, presidenta del Consejo Internacional de Enfermeras, presidenta de la Asociación Estadounidense de Enfermeras y presidenta de American Journal of Nursing Company.                                                                                       |
| Doris Day                         |         | 1924-2019                | Hamilton   | 1981 | Actriz, cantante y activista por los derechos de los animales estadounidense. |
| Phyllis Diller                    |         | 1917-2012                | Allen      | 1981 | Actriz y comediante estadounidense. |
| Eusebia Hunkins                   |         | 1902-1980                | Athens     | 1981 | Música. |
| Andre Norton                      |         | 1912-2005                | Cuyahoga   | 1981 | Autora estadounidense de ciencia ficción y fantasía. |
| Jean Starr Untermeyer             |         | 1886-1970                | Muskingum  | 1981 | Poeta y traductora. |
| Harriet Taylor Upton              |         | 1853-1945                | Portage    | 1981 | Sufragista, autora y la primera mujer en ser vicepresidenta del Comité Nacional Republicano. |
| Nancy Wilson                      |         | 1937-2018                | Ross       | 1981 | Cantante con más de 70 álbumes grabados y ganadora de tres premios Grammy. |
| A. Margaret Boyd                  |         |                          | Jefferson  | 1982 | |
| Ann Eriksson                      |         |                          | Franklin   | 1982 | |
| Bernice Foley                     |         |                          | Hamilton   | 1982 | Escritora, profesora y comentarista de moda. |
| Zelma Watson George               |         | 1903-1994                | Cuyahoga   | 1982 | Filántropo afroamericana, suplente en la Asamblea General de las Naciones Unidas y protagonista de la ópera The Medium de Gian-Carlo Menotti. |
| Grace Goulder Izant               |         | 1893-1984                | Cuyahoga   | 1982 | Escritora, historiadora y conservacionista. |
| Toni Morrison                     |         | 1931-2019                | Lorain     | 1982 | Escritora, editora y profesora. Ganadora del premio Nobel en 1993 y el premio Pulitzer en 1987. |
| Phyllis Sewell                    |         |                          | Hamilton   | 1982 | |
| Jayne Spain                       |         | 1927-2003                | Hamilton   | 1982 | |
| Helen Zelkowitz                   |         | 1911-2006                | Knox       | 1982 | Fundadora de WMVO. |
| Harriet J. Anderson               |         | 1913-1980                | Athens     | 1983 | Pintora y artista textil. |
| Ione Biggs                        |         |                          | Cuyahoga   | 1983 | Activista política y social que ha trabajado para abordar la prevención del delito, los derechos de las mujeres, el registro de votantes, el hambre, la pobreza y el desempleo. |
| Eula Bingham                      |         | 1929-2020                | Hamilton   | 1983 | Subsecretario de Trabajo para la Seguridad y Salud Ocupacional durante la administración Carter. |
| Mary O. Boyle                     |         | 1941                     | Cuyahoga   | 1983 | |
| Mariwyn Heath                     |         |                          | Montgomery | 1983 | |
| Josephine Irwin                   |         |                          | Cuyahoga   | 1983 | Sufragista y luchadora por los derechos de las mujeres. |
| Barbara Janis                     |         |                          | Cuyahoga   | 1983 | |
| Lillian Janis                     |         |                          | Cuyahoga   | 1983 | Política |
| Minnie Player                     |         |                          | Cuyahoga   | 1983 | |
| Gloria Steinem                    |         | 1934                     | Lucas      | 1983 | Feminista, periodista |
| Freda Winning                     |         |                          | Sandusky   | 1983 | EEducadora, marina y diplomática. |
| Mary E. Miller Young              |         |                          | Franklin   | 1983 | |
| Sally Cooper                      |         | 1978                     | Franklin   | 1984 | Activista contra la violencia contra las mujeres y los niños. |
| Sarah E. Harris                   |         |                          | Montgomery | 1984 | |
| Cindy Noble                       |         | 1958                     | Ross       | 1984 | Baloncestista olímpica. |
| Marcy Kaptur                      |         | 1946                     | Lucas      | 1984 | |
| Karen Nussbaum                    |         | 1950                     | Cuyahoga   | 1984 | |
| Mary Rose Oakar                   |         | 1940                     | Cuyahoga   | 1984 | Política |
| Catherine Pinkerton               |         |                          | Cuyahoga   | 1984 | |
| Willa Player                      |         | 1909-2003                | Summit     | 1984 | |
| Judith Resnik                     |         | 1949-1986                | Summit     | 1984 | Ingeniera y astronauta. |
| Helen Hooven Santmyer             |         | 1895-1986                | Greene     | 1984 | Escritora. |
| Marian Spencer                    |         | 1920-2019                | Hamilton   | 1984 | |
| Marian Trimble                    |         |                          | Franklin   | 1984 | |
| Joyce Wollenberg                  |         |                          | Perry      | 1984 | Organizadora sindical y defensora de las mujeres. |
| Lois Anna Barr Cook               |         |                          | Montgomery | 1985 | Educadora científica pionera. |
| Mercedes Cotner                   |         |                          | Cuyahoga   | 1985 | Miembro de Cleveland City Council. |
| Zell Draz                         |         |                          | Mahoning   | 1985 | Editora asociada de Warren Tribune-Chronicle |
| Barbara Easterling                |         | 1933                     | Summit     | 1985 | Primera mujer elegida para ocupar cargos en el comité ejecutivo de Communications Workers of America |
| Nikki Giovanni                    |         | 1943                     | Hamilton   | 1985 | Activista, escritora y educadora. |
| Aurora Gonzalez                   |         |                          | Lucas      | 1985 | |
| Mary Lazarus                      |         |                          | Franklin   | 1985 | |
| Barbara Mandel                    |         | 1925-2019                | Cuyahoga   | 1985 | Presidenta de la National Council of Jewish Women (NCJW). |
| Norma Marcere                     |         | 1908-2004                | Stark      | 1985 | Feminista y educadora. |
| Lucille Middleton                 |         |                          | Champaign  | 1985 | |
| Helen Mulholland                  |         |                          | Franklin   | 1985 | |
| Lauretta Schimmoler               |         | 1900-1981                | Crawford   | 1985 | Aviadora. Fue la primera mujer en los Estados Unidos en establecer un aeropuerto en los Estados Unidos, la primera mujer en comandar un puesto de la Legión Estadounidense y fue la fundadora del Cuerpo de Enfermeras Aéreas de América, el predecesor de las enfermeras de la Fuerza Aérea de los Estados Unidos. |
| Marge Schott                      |         | 1928-2004                | Hamilton   | 1985 | |
| Mary Jen Steinbrenner             |         |                          | Cuyahoga   | 1985 | |
| Margaret Andrew                   |         | 1908-2000                | Montgomery | 1986 | |
| Kathleen Barber                   |         |                          | Cuyahoga   | 1986 | Educadora y activista política. |
| Fay Biles                         |         | 1927                     | Portage    | 1986 | |
| Elizabeth Blackwell               |         | 1821-1910                | Hamilton   | 1986 | Primera mujer en recibir un título de médico en los Estados Unidos y pionera en la promoción de la mujer y la reforma social y moral. |
| Marie Clarke                      |         | 1915-2020                | Franklin   | 1986 | |
| Eva Mae Crosby                    |         |                          | Franklin   | 1986 | |
| Ruby Dee                          |         | 1922-2014                | Cuyahoga   | 1986 | Actriz, escritora, periodista y activista. |
| Cynthia Drennan                   |         | 1948                     | Cuyahoga   | 1986 | Misionera |
| Hooker Glendinning                |         |                          | Cuyahoga   | 1986 | |
| Louise Herring                    |         | 1909-1987                | Hamilton   | 1986 | |
| Katherine LeVeque                 |         |                          | Franklin   | 1986 | |
| Ruth Ratner Miller                |         |                          | Cuyahoga   | 1986 | |
| Amelia Nava                       |         | 1933                     | Seneca     | 1986 | |
| Arline Webb Pratt                 |         |                          | Stark      | 1986 | |
| Anastasia Ann Przelomski          |         |                          | Mahoning   | 1986 | Editora y periodista. |
| Virginia Purdy                    |         | 1922-2015                | Adams      | 1986 | |
| Selma Lois Walker                 |         |                          | Franklin   | 1986 | |
| Julia Walsh                       |         |                          | Summit     | 1986 | |
| Faye Wattleton                    |         | 1943                     | Montgomery | 1986 | |
| Mary Ellen Withrow                |         | 1930                     | Marion     | 1986 | Política |
| Anna Biggins                      |         |                          | Trumbull   | 1988 | |
| Patricia Clonch                   |         |                          | rence      | 1988 | |
| Norma Craden                      |         | 1919-1992                | Lucas      | 1988 | |
| Jewel Freeman Graham              |         | 1925-2015                | Greene     | 1988 | |
| Cathy Guisewite                   |         | 1950                     | Montgomery | 1988 | |
| Rebecca D. Jackson                |         | 1955                     | Franklin   | 1988 | |
| Carol Heiss Jenkins               |         | 1940                     | Summit     | 1988 | Atleta olímpica. |
| Carol Kane                        |         | 1953                     | Cuyahoga   | 1988 | Actriz |
| Bea Larsen                        |         |                          | Hamilton   | 1988 | |
| Alice Raful Lev                   |         |                          | Mahoning   | 1988 | |
| Linda Rocker Sogg                 |         |                          | Cuyahoga   | 1988 | |
| Eleanor Smeal                     |         | 1939                     | Ashtabula  | 1988 | Feminista, analista político. Fundadora y presidenta de Feminist Majority Foundation, y también presidenta de la National Organization for Women. |
| Carolyn Utz                       |         | 1913-2005                | Franklin   | 1988 | |
| Anita Smith Ward                  |         |                          | Franklin   | 1988 | |
| Jeanette Grasselli Brown          |         | 1928                     | Cuyahoga   | 1989 | |
| Maxine Carnahan                   |         |                          | Coshocton  | 1989 | |
| Tracy Chapman                     |         | 1964                     | Cuyahoga   | 1989 | Cantautora, conocida por los sencillos "Fast Car", "Talkin' 'bout a Revolution", "Baby Can I Hold You", "Crossroads", "Give Me One Reason" y "Telling Stories". Ganadora del multi-platinum y cuatro veces el Grammy Award.                                                                                         |
| Betsy Mix Cowles                  |         | 1810-1876                | Ashtabula  | 1989 | De los primeros líderes del movimiento abolicionista de los Estados Unidos. |
| Ann Gazelle                       |         |                          | Franklin   | 1989 | Trabajadora social y artista. |
| Michelle Graves                   |         |                          | Hamilton   | 1989 | Banquera |
| Florence Harshman                 |         |                          | Mahoning   | 1989 | Trabajadora social |
| June Hutt                         |         |                          | Cuyahoga   | 1989 | |
| Geraldine Jensen                  |         |                          | Lucas      | 1989 | |
| Carolyn Mahoney                   |         | 1946                     | Franklin   | 1989 | Matemática |
| Linda Myers                       |         | 1947                     | Franklin   | 1989 | Investigadora y psicoterapeuta. |
| Jennie Porter                     |         | 1879-1936                | Hamilton   | 1989 | Primera directora afrodescendiente de escuela pública en Cincinnati. |
| Diane Poulton                     |         |                          | Franklin   | 1989 | Luchadora por los derechos de la mujer |
| Renee Powell                      |         | 1946                     | Stark      | 1989 | |
| Charlene Spretnak                 |         | 1946                     | Franklin   | 1989 | Escritora y activista. |
| Charlene Ventura                  |         |                          | Hamilton   | 1989 | |
| Marilyn Gaston                    |         | 1939                     | Hamilton   | 1990 | Médica pediatra |
| Dorothy Jackson                   |         |                          | Summit     | 1990 | |
| Luella Talmadge Jackson           |         |                          | Seneca     | 1990 | Activista. |
| Janet Kalven                      |         | 1913-2014                | Hamilton   | 1990 | Feminista y escritora. |
| Rosabeth Kanter                   |         | 1943                     | Cuyahoga   | 1990 | Profesora titular de negocios en la Escuela de Negocios de Harvard, donde ocupó la cátedra Ernest C. Arbuckle. |
| Maggie Kuhn                       |         | 1905-1995                | Cuyahoga   | 1990 | |
| Joan Lamson                       |         |                          | Cuyahoga   | 1990 | |
| Maya Lin                          |         | 1959                     | Athens     | 1990 | Arquitecta y artista plástica, diseñadora del Vietnam Veterans Memorial en Washington D. C. |
| Anne Variano Macko                |         |                          | Cuyahoga   | 1990 | |
| Alicia Mott                       |         |                          | Wood       | 1990 | |
| Ludel Sauvageot                   |         |                          | Summit     | 1990 | |
| Fanchon bat-Lillian Shur          |         |                          | Hamilton   | 1990 | Coreógrafa y educadora |
| Phebe Temperance Sutliff          |         | 1859-1955                | Trumbull   | 1990 | |
| Grayce Williams                   |         |                          | Franklin   | 1990 | |
| Berenice Abbott                   |         | 1898-1991                | Clark      | 1991 | Fotógrafa |
| Earladeen Badger                  |         |                          | Hamilton   | 1991 | |
| Hallie Brown                      |         | 1849-1949                | Greene     | 1991 | Educadora, escritora y activista afroamericana. |
| JoAnn Davidson                    |         |                          | Franklin   | 1991 | |
| Raquel Diaz-Sprague               |         |                          | Franklin   | 1991 | Química |
| Rita Dove                         |         | 1952                     | Summit     | 1991 | |
| Mary Ignatia Gavin                |         | 1889-1966                | Summit     | 1991 | |
| Sara Harper                       |         |                          | Cuyahoga   | 1991 | |
| Donna Hawk                        |         |                          | Cuyahoga   | 1991 | |
| June Holley                       |         |                          | Athens     | 1991 | |
| Martha C. Moore                   |         |                          | Guernsey   | 1991 | |
| Darlene Owens                     |         |                          | Cuyahoga   | 1991 | Primera mujer fontanero de Ohio |
| Helen H. Peterson                 |         |                          | Franklin   | 1991 | |
| Martha Pituch                     |         |                          | Lucas      | 1991 | |
| Yvonne Pointer                    |         |                          | Cuyahoga   | 1991 | |
| Virginia Ruehlmann                |         |                          | Hamilton   | 1991 | Primera dama de Cincinnati; administradora y directora de la Fundación Helen Steiner Rice. |
| Josephine Schwarz                 |         | 1908–2004                | Montgomery | 1991 | Maestra de ballet y cofundadora de la Schwarz School of Dance |
| Suzanne Timken                    |         |                          | Stark      | 1991 | |
| Nancy Vertrone Bieniek            |         |                          | Cuyahoga   | 1991 | |
| Stella Marie Zannoni              |         |                          | Cuyahoga   | 1991 | |
| Mary of the Annunciation Beaumont |         |                          | Cuyahoga   | 1992 | |
| Antoinette Eaton                  |         |                          | Mahoning   | 1992 | |
| Rubie McCullough                  |         |                          | Cuyahoga   | 1992 | |
| Nancy Oakley                      |         |                          | Cuyahoga   | 1992 | |
| Harriet Parker                    |         |                          | Franklin   | 1992 | |
| Susan Porter                      |         |                          | Allen      | 1992 | |
| Helen Steiner Rice                |         | 1900-1981                | Lorain     | 1992 | Escritora |
| Alice Schille                     |         | 1869-1955                | Franklin   | 1992 | Pintora |
| Louella Thompson                  |         |                          | Butler     | 1992 | |
| Mildred Benson                    |         | 1905-2002                | Lucas      | 1993 | Periodista y escritora |
| Amelia Bingham                    |         | 1869-1927                | Defiance   | 1993 | |
| Virginia Coffey                   |         | 1904-2003                | Hamilton   | 1993 | |
| Viola Famiano Colombi             |         |                          | Cuyahoga   | 1993 | |
| Ivy Gunter                        |         | 1950                     | Sandusky   | 1993 | |
| Virginia Hamilton                 |         | 1934-2002                | Greene     | 1993 | Escritora de libros para niños |
| Lucy Webb Hayes                   |         | 1831-1889                | Ross       | 1993 | Primera dama de los Estados Unidos |
| Joy Alice Hintz                   |         | 1926-2009                | Muskingum  | 1993 | |
| Geraldine Macelwane               |         | 1909-1974                | Lucas      | 1993 | |
| Anne O'Hare McCormick             |         | 1880-1954                | Franklin   | 1993 | |
| Rena Olshansky                    |         |                          | Cuyahoga   | 1993 | |
| Edna Pincham                      |         |                          | Mahoning   | 1993 | |
| Maxine Plummer                    |         |                          | Jackson    | 1993 | |
| Jean Reilly                       |         |                          | Franklin   | 1993 | |
| Pauline Riel                      |         |                          | Morrow     | 1993 | |
| Christine M. Cook                 |         | 1956                     | Franklin   | 1994 | |
| Claudia Coulton                   |         |                          | Cuyahoga   | 1994 | |
| Ellen Walker Craig-Jones          |         | 1906-2000                | Franklin   | 1994 | |
| Nanette Ferrall                   |         |                          | Auglaize   | 1994 | |
| Jill Harms Griesse                |         |                          | Licking    | 1994 | |
| Georgia Griffith                  |         | 1931-2005                | Franklin   | 1994 | |
| Florence Melton                   |         | 1911-2007                | Franklin   | 1994 | Inventora, innovó la zapatilla lavable y con suela de espuma. |
| Lucille Nussdorfer                |         |                          | Tuscarawas | 1994 | |
| Jane Reece                        |         | 1868-1961                | Montgomery | 1994 | |
| Emma Ann Reynolds                 |         | 1862-1917                | Ross       | 1994 | |
| Carol Scott                       |         | 1949-2005                | Clark      | 1994 | |
| Paula Spence                      |         |                          | Franklin   | 1994 | |
| Deanna Tribe                      |         |                          | Vinton     | 1994 | |
| Lillian Wald                      |         | 1867-1940                | Hamilton   | 1994 | |
| Sandra Beckwith                   |         | 1943                     | Hamilton   | 1995 | |
| Daeida Hartell Wilcox Beveridge   |         |                          | Defiance   | 1995 | |
| Patricia Ann Blackmon             |         |                          | Cuyahoga   | 1995 | |
| Mary Bowermaster                  |         | 1917-2011                | Butler     | 1995 | |
| Christine Brennan                 |         | 1958                     | Lucas      | 1995 | |
| Joy Garrison Cauffman             |         | 1927-2020                | Clinton    | 1995 | |
| Bunny Clark                       |         |                          | Franklin   | 1995 | |
| Grace Drake                       |         | 1926-2020                | Cuyahoga   | 1995 | |
| Naomi Evans                       |         |                          | Franklin   | 1995 | |
| Frances Dana Gage                 |         | 1808-1884                | Hamilton   | 1995 | |
| Jane Kirkham                      |         |                          | Cuyahoga   | 1995 | |
| Sylvia Lewis                      |         |                          | Summit     | 1995 | |
| Tami Longaberger                  |         |                          | Licking    | 1995 | |
| Donna Moon                        |         |                          | Montgomery | 1995 | |
| Gratia Murphy                     |         |                          | Mahoning   | 1995 | |
| Alice Robie Resnick               |         | 1939                     | Lucas      | 1995 | |
| Muriel Siebert                    |         | 1932                     | Cuyahoga   | 1995 | |
| Carol Cartwright                  |         |                          | Portage    | 1996 | |
| Liz Evans                         |         |                          | Franklin   | 1996 | |
| Rae Natalie Goodall               |         |                          | Morrow     | 1996 | |
| Elizabeth Hauser                  |         |                          | Trumbull   | 1996 | |
| Bernadine Healy                   |         | 1944-2011                | Franklin   | 1996 | |
| Carol Kelly                       |         |                          | Union      | 1996 | |
| Fannie Lewis                      |         | 1926-2008                | Cuyahoga   | 1996 | |
| Betty Montgomery                  |         | 1948                     | Wood       | 1996 | |
| Hope Taft                         |         |                          | Hamilton   | 1996 | |
| Carol Ball                        |         |                          | Darke      | 1997 | |
| Marilyn Byers                     |         |                          | Ashland    | 1997 | |
| Jean Murrell Capers               |         | 1913-2017                | Cuyahoga   | 1997 | |
| Martha Dorsey                     |         |                          | Clermont   | 1997 | |
| Joan Heidelberg                   |         |                          | Miami      | 1997 | |
| Clarice Herbert                   |         |                          | Allen      | 1997 | |
| Beatrice Lampkin                  |         |                          | Hamilton   | 1997 | |
| Jacquelyn Mayer Townsend          |         |                          | Erie       | 1997 | |
| Ann O'Rourke                      |         |                          | Franklin   | 1997 | |
| Beryl Rothschild                  |         |                          | Cuyahoga   | 1997 | |
| Thekla Shackelford                |         |                          | Franklin   | 1997 | |
| Marianne Boggs Campbell           |         |                          | Gallia     | 1998 | |
| Carole Garrison                   |         |                          | Summit     | 1998 | |
| Nancy Hollister                   |         | 1949                     | Muskingum  | 1998 | Política |
| Stephanie J. Jones                |         |                          | Cuyahoga   | 1998 | |
| Bettye Ruth Kay                   |         |                          | Lucas      | 1998 | |
| Barbara Ross-Lee                  |         | 1942                     | Athens     | 1998 | |
| Audrey Mackiewicz                 |         |                          | Erie       | 1998 | |
| Kathy Palasics                    |         |                          | Cuyahoga   | 1998 | |
| Margaret Diane Quinn              |         |                          | Muskingum  | 1998 | |
| Henrietta Seiberling              |         | 1888-1979                | Summit     | 1998 | |
| Mary Emily Taylor                 |         |                          | Logan      | 1998 | |
| Virginia Varga                    |         |                          | Montgomery | 1998 | |
| Jacqueline Woods                  |         |                          | Cuyahoga   | 1998 | |
| Nancy Lusk Zimpher                |         |                          | Franklin   | 1998 | |
| MaryJo Behrensmeyer               |         |                          | Knox       | 1999 | |
| Alvina Costilla                   |         |                          | Lucas      | 1999 | |
| Sarah Deal                        |         | 1969                     | Wood       | 1999 | |
| Electra Doren                     | 100px]] | 1861-1927                | Montgomery | 1999 | |
| Daisy Flowers                     |         |                          | Franklin   | 1999 | |
| Annie Glenn                       |         | 1920-2020                | Muskingum  | 1999 | |
| Ann Hamilton                      |         | 1956                     | Franklin   | 1999 | |
| Carole Hoover                     |         |                          | Cuyahoga   | 1999 | |
| Cheryl Han Horn                   |         |                          | Franklin   | 1999 | |
| Carol Latham                      |         |                          | Cuyahoga   | 1999 | |
| Nancy Linenkugel                  |         |                          | Erie       | 1999 | |
| Marie Barrett Marsh               |         |                          | Trumbull   | 1999 | |
| Marjorie Parham                   |         |                          | Hamilton   | 1999 | |
| Mary Regula                       |         |                          | Stark      | 1999 | |
| Lee Lenore Rubin                  |         |                          | Athens     | 1999 | |
| Harriet Beecher Stowe             |         | 1811-1896                | Hamilton   | 1999 | |
| Jerry Sue Thornton                |         |                          | Cuyahoga   | 1999 | |
| Janet Voinovich                   |         |                          | Cuyahoga   | 1999 | |
| Paige Ashbaugh                    |         |                          | Summit     | 2000 | |
| Maude Charles Collins             |         |                          | Vinton     | 2000 | |
| Faye Dambrot                      |         |                          | Summit     | 2000 | |
| Margarita de Leon                 |         |                          | Lucas      | 2000 | |
| Patricia Louise Fletcher          |         |                          | Jefferson  | 2000 | |
| Jean Patrice Harrington           |         |                          | Hamilton   | 2000 | |
| Shirley Hoffman                   |         |                          | Cuyahoga   | 2000 | |
| Dorothy Kazel                     |         | 1939-1980                | Cuyahoga   | 2000 | |
| Farah Majidzadeh                  |         |                          | Franklin   | 2000 | |
| Ada Martin                        |         |                          | Franklin   | 2000 | |
| Lorle Porter                      |         |                          | Knox       | 2000 | |
| Lanna Samaniego                   |         |                          | Mercer     | 2000 | |
| Yvonne Taylor                     |         | 1931-2006                | Greene     | 2000 | |
| Margaret Wong                     |         | 1950                     | Cuyahoga   | 2000 | |
| Betty Zane                        |         | 1759-1823                | Belmont    | 2000 | |
| Rebecca Boreczky                  |         |                          | Delaware   | 2001 | |
| Frances Jennings Casement         |         | 1840-1928                | Lake       | 2001 | |
| Ruth L. Davis                     |         | 1910-2005                | Lucas      | 2001 | |
| Lucille Ford                      |         |                          | Ashland    | 2001 | |
| Susan F. Gray                     |         |                          | Darke      | 2001 | |
| Kathleen Harrison                 |         |                          | Franklin   | 2001 | |
| Adella Prentiss Hughes            |         | 1869–1950                | Cuyahoga   | 2001 | |
| Janet E. Jackson                  |         |                          | Franklin   | 2001 | |
| Dottie Kammie Kamenshek           |         |                          | Hamilton   | 2001 | |
| Maxine Levin                      |         |                          | Cuyahoga   | 2001 | |
| Irene D. Long                     |         | 1950                     | Cuyahoga   | 2001 | |
| Martha MacDonell                  |         |                          | Allen      | 2001 | |
| Mary Andrew Matesich              |         |                          | Franklin   | 2001 | |
| Elizabeth Powell                  |         |                          | Mahoning   | 2001 | |
| Deborah Pryce                     |         | 1951                     | Franklin   | 2001 | |
| Maria Sexton                      |         |                          | Wayne      | 2001 | |
| Farah Walters                     |         |                          | Cuyahoga   | 2001 | |
| Georgeta Blebea Washington        |         |                          | Cuyahoga   | 2001 | |
| Judy Barker                       |         |                          | Franklin   | 2002 | |
| Frances Seiberling Buchholzer     |         |                          | Summit     | 2002 | |
| Joan Brown Campbell               |         | 1931                     | Cuyahoga   | 2002 | |
| Nancy Frankenberg                 |         |                          | Delaware   | 2002 | |
| Zell Hart-Deming                  |         |                          | Trumbull   | 2002 | |
| Elsie Helsel                      |         |                          | Athens     | 2002 | |
| Katie T. Horstman                 |         |                          | Auglaize   | 2002 | |
| Jennie Hwang                      |         |                          | Cuyahoga   | 2002 | |
| Cathy Monroe Lewis                |         |                          | Cuyahoga   | 2002 | |
| Viola Startzman Robertson         |         |                          | Wayne      | 2002 | |
| Stefanie Spielman                 |         |                          | Franklin   | 2002 | |
| Kathryn D. Sullivan               |         | 1951                     | Franklin   | 2002 | |
| Sheila Bailey                     |         |                          | Cuyahoga   | 2003 | |
| Jeraldyne Kilborn Blunden         |         |                          | Montgomery | 2003 | |
| Shannon Carter                    |         |                          | Hamilton   | 2003 | |
| Luceille Fleming                  |         |                          | Franklin   | 2003 | |
| Olga D. González-Sanabria         |         |                          | Cuyahoga   | 2003 | Científica |
| Elsie Janis                       |         | 1889-1956                | Franklin   | 2003 | |
| Lois Lenski                       |         | 1893–1974                | Shelby     | 2003 | |
| Ellen Mosley-Thompson             |         |                          | Franklin   | 2003 | |
| Cathy Nelson                      |         |                          | Franklin   | 2003 | |
| Evlyn Gray Scott                  |         |                          | Cuyahoga   | 2003 | |
| Yvonne Williams                   |         |                          | Wayne      | 2003 | |
| Rogers Margaret Brugler           |         |                          | Franklin   | 2007 | |
| Julia Chatfield                   |         |                          | Brown      | 2007 | |
| Lucille Hastings                  |         |                          | Holmes     | 2007 | |
| Lillie Howard                     |         |                          | Montgomery | 2007 | |
| Mary Ann Jorgenson                |         |                          | Cuyahoga   | 2007 | |
| Joyce Mahaney                     |         |                          | Lucas      | 2007 | |
| Rozella Schlotfeldt               |         | 1914-2005                | Cuyahoga   | 2007 | |
| Katherine May Smith               |         | 1974                     | Hocking    | 2007 | |
| Florence Wang                     |         |                          | Mahoning   | 2007 | |
| Dorothy Baunach                   |         |                          | Cuyahoga   | 2008 | |
| Carrie Black                      |         | 1859-1936                | Franklin   | 2008 | |
| Caro Bosca                        |         |                          | Clark      | 2008 | |
| Yvette McGee Brown                |         | 1960                     | Franklin   | 2008 | |
| Loann Crane                       |         |                          | Franklin   | 2008 | |
| Joan Durgin                       |         |                          | Lucas      | 2008 | |
| Carol Gibbs                       |         |                          | Hamilton   | 2008 | |
| Billie Johnson                    |         |                          | Lucas      | 2008 | |
| Jih Lei                           |         |                          | Cuyahoga   | 2008 | |
| Elizabeth Magee                   |         |                          | Cuyahoga   | 2008 | |
| Kasturi Rajadhyaksha              |         | 1923/1924-2010           | Franklin   | 2008 | |
| Julie Salamon                     |         | 1953                     | Adams      | 2008 | |
| Michele Wheatly                   |         |                          | Greene     | 2008 | |
| Gail Collins                      |         | 1945                     | Hamilton   | 2009 | |
| Pamela B. Davis                   |         |                          | Cuyahoga   | 2009 | |
| Kim de Groh                       |         |                          | Cuyahoga   | 2009 | |
| Beverly J. Gray                   |         |                          | Ross       | 2009 | |
| Sharon Howard                     |         |                          | Montgomery | 2009 | |
| Carol Kuhre                       |         |                          | Athens     | 2009 | |
| Virginia Manning                  |         |                          | Erie       | 2009 | |
| Helen Moss                        |         |                          | Cuyahoga   | 2009 | |
| Judith Rycus                      |         |                          | Franklin   | 2009 | |
| Mary Adelaide Sandusky            |         |                          | Lucas      | 2009 | |
| Glenna Watson                     |         |                          | Franklin   | 2009 | |
| Bernett Williams                  |         |                          | Summit     | 2009 | |
| Celia Williamson                  |         |                          | Lucas      | 2009 | |
| Owens Alvarene                    |         |                          | Montgomery | 2010 | |
| Tenenbaum Gayle Channing          |         |                          | Franklin   | 2010 | |
| Dorothy Maguire                   |         | 1918-1981                | Lorain     | 2010 | |
| Barbara Fergus                    |         |                          | Franklin   | 2010 | |
| Merle Grace Kearns                |         |                          | Ottawa     | 2010 | |
| Rebecca J. Lee                    |         |                          | Pickaway   | 2010 | |
| Nina McClelland                   |         | 1929-2020                | Lucas      | 2010 | |
| Lana Moresky                      |         |                          | Cuyahoga   | 2010 | |
| Martha Potter Otto                |         |                          | Knox       | 2010 | |
| Elizabeth Ruppert                 |         |                          | Lucas      | 2010 | |
| Rita Singh                        |         |                          | Cuyahoga   | 2010 | |
| Cheryl A. Boyce                   |         |                          | Franklin   | 2011 | |
| Elizabeth H. Flick                |         |                          | Franklin   | 2011 | |
| Frances Ellen Watkins Harper      |         | 1825-1911                |            | 2011 | |
| Brenda J. Hollis                  |         |                          | Henry      | 2011 | |
| Mary C. Juhas                     |         | 1955                     | Franklin   | 2011 | |
| Kleia R. Luckner                  |         |                          | Lucas      | 2011 | |
| Valerie J. Lyons                  |         |                          | Lorain     | 2011 | |
| Linda S. Noelker                  |         |                          | Cuyahoga   | 2011 | |
| Carrie Vonderhaar                 |         |                          | Hamilton   | 2011 | |